# Мехдиханлы, Нураддин
Нуреддин Мехдиханлы (азерб. Nurəddin Mehdixanlı; настоящее имя: Нураддин Азулла оглы Гулиев азерб. Nurəddin Əzulla oğlu Quliyev; род. 6 октября 1956, Тахирли, Астрахан-Базарский район) — актёр театра и кино Азербайджана, Народный артист Азербайджанской Республики (2002), индивидуальный стипендиат Президента Азербайджанской Республики. Ведущий мастер сцены Азербайджанского государственного академического национального драматического театра. Лауреат ордена «Слава» (2019).

## Жизнь и деятельность
Нураддин Мехдиханлы родился 6 октября 1956 года в селе Тахирли ныне Джалилабадского района Азербайджана. Корнями происходит из афшар.
В 1974 году поступил на факультет драмы и кино актёрского мастерства Азербайджанского государственного художественного института имени М. Алиева. В 1978 году он окончил курс режиссера Адиля Искендерова, был определён в Академический национальный драматический театр и с 1 сентября принят в актёрскую труппу. Является младшим братом народного артиста Азербайджана Габиля Мехдиханлы.
Играет роли героев трагического и драматического характера.
Список ролей, сыгранных им на сцене Академического театра:
- Мехди и второй репортёр («Сны в пустыне», Анар),
- Мухтар («Тахмина и Заур», Анар),
- Хасай и Хидаят Хан («Хуршидбану Натаван», Ильяс Эфендиев),
- Кямран («Не могу забыть», Ильяс Эфендиев),
- Тебриз («В Хрустальном дворце», Ильяс Эфендиев),
- Беюк-бей («Песня осталась в горах», Ильяс Эфендиев),
- Машади Тахмез («Шейх Хиябани», Ильяс Эфендиев),
- Аяз Туран («Влюбленные в аду», Ильяс Эфендиев),
- Эльдар и Вагиф («Вагиф», Самед Вургун),
- Росс («Макбет», Уильям Шекспир),
- Айдын («Айдын», Джафар Джаббарлы),
- Абу Убайд («Невеста огня», Джафар Джаббарлы),
- Эртогрул («Катастрофа», Гусейн Джавид),
- Эльхан («Иблис», Гусейн Джавид),
- Поэт («Фариад» Бахтияр Вагабзаде),
- Шахин («Конкурс» Бахтияр Вагабзаде),
- Гур Шад («Меч, который режет нас самих», Бахтияр Вагабзаде),
- Раненый солдат («Они еще не сказали „Я тебя люблю“…», Р. Новруз),
- Ипполит («Федра», Ж. Расин),
- Рашид Ахундов («Письма из Брюсселя», Гасан Гасанов),
- Бабир-бей («Воскресший человек», Мир Джалал),
- Шамистан ага («Похороните мертвых на кладбище», Исмаил Шихлы),
- Немат Гасанзаде («Люди мира сего», Хидаят),
- Родина («Позор», Гусейнбала Мирламов),
- Тагиев («Месенат», Али Амирли),
- Хан («Вазири Лянкяранского хана», Мирза Фатали Ахундов),
- Амир Теймур («Амир Теймур», Гусейн Джавид).
- Мужчина («Поезд 21:15», Тойгун Орбай)
- Шейх Насурлуа («Мертвые», Джалил Мамедгулузаде)
- Гаджи Ахмед («Алмаз», Джафар Джаббарлы)
- Гость («Обитатели ада», Эльчин)
- Имамьяр («Яшар», Джафар Джаббарлы)

Актер принимал участие в телеспектаклях на Азербайджанском государственном телевидении.
- А. Ахмедовой «Свет в окне» (Тогрул),
- Дж. Джаббарлы «Бледные цветы» (Бахрам),
- Н. Гасанзаде «У кого есть вопросы?» (Вдохновение),
- Б. Вагабзаде «Один на один с совестью» (Хаким)

По мотивам эпоса «Книга деде Горгуда» Баяндур-хан был задействован в многосерийном телефильме «Деде Горгуд», а Вугар Гулиев — в «Белой жизни».
С 1992 года является членом Партии гражданской солидарности. С 1995 года по 14 февраля 2021 года был заместителем председателя Партии «Гражданская солидарность» по политическим вопросам.

## Награды
- Заслуженный артист Нахичеванской Автономной Республики, 23 июня 1986 г.;
- Заслуженный артист Азербайджанской Республики 1998 г.;
- Народный артист Азербайджанской Республики 2002 г.;
- Президентский стипендиат 9 мая 2012 г.;
- Президентская премия 30 апреля 2014 г.[3];
- Президентская премия 6 мая 2015 г.[4];
- Президентская премия 6 мая 2016 г.[5];
- 6 октября 2016 года за заслуги в развитии азербайджанского театра он был удостоен индивидуальной стипендии Президента Азербайджанской Республики[6];
- В 2017 году он был удостоен премии Джафара Джаббарлы[7][8];
- 29 октября 2019 года за заслуги в развитии театрального искусства в Азербайджане награжден Орденом Славы.[9]
- Медаль «Шараф» (2023, ТЮРКСОЙ)[10]

## Фильмография
1. Абсурдистан (фильм, 2008) (художественный фильм) — пчеловод
2. Растерянный (фильм, 1987)
3. Азербайджанские ханства. Нахчыванское и Иреванское ханства. Фильм 5 (фильм, 2003)
4. Белая жизнь (фильм, 2003) — роль: Вугар
5. Наша странная судьба (фильм, 2005)
6. Джавад Хан (фильм, 2009) — Джавад Хан
7. Джавад Хан (Фильм из фильма) (фильм, 2007)
8. Жизнь Джавида (фильм, 2007) — Ахмед Джавад
9. Восходящее солнце (фильм, 2002)
10. Анвар Гасанов. Один из семи сыновей (фильм, 2007)
11. Территория (фильм, 2005)
12. Выстрел статуй (фильм, 2002) — роль: Вагиф
13. Гадюка (2008)
14. Врачи
15. Божественное существо (фильм, 2011)
16. Жди знака с моря (фильм, 1986) — Казым-бей
17. У кого есть вопрос? (Вдохновение)
18. Кавказ (фильм, 2007)
19. Пленники (фильм, 2007) — Анвар
20. Свет в окне (фильм, 1987)
21. Мы ищем тебя… (фильм, 2013)
22. Бледные цветы (фильм, 1987) — Бахрам
23. Последнее желание (фильм, 2003)
24. Турбулентность (фильм, 2006) — Хаким
25. Лицом к лицу с совестью (судья)
26. Али и Нино (фильм, 2015) — озвучивает: Фатали Хан Хойский (Халид Эргандж)